# Voorontwerp voor het beeld van aartsbisschop Andreas Cruesen van diens grafmonument in de Sint-Romboutskathedraal
Het Voorontwerp voor het beeld van aartsbisschop Andreas Cruesen van diens grafmonument in de Sint-Romboutskathedraal is een plastiek uit terracotta, gemaakt door de Vlaamse beeldhouwer Lucas Faydherbe. Dit beeld werd vervaardigd tussen 1617 en 1697 en bevindt zich in het Koninklijk Museum voor Schone Kunsten Antwerpen. Dit voorontwerp toont een eerdere versie van het beeld van aartsbisschop Andreas Cruesen als deel van zijn grafmonument in de Sint-Romboutskathedraal te Mechelen.

## Situering
Omwille van verschillende omgevingsfactoren ten tijde van de productie van dit ontwerp werden er verschillende wijzigingen doorgevoerd. In het oorspronkelijk ontwerp voor het grafmonument voorzag men onder meer een kussen waarop de aartsbisschop knielde, ondersteund door een fijn gedrapeerd stuk wit marmer. Dat laatste zou naar beneden hangen van het basement, en door een engeltje worden opgetild. Op de drapering zou een opschrift in zwarte letters staan. Oorlogsomstandigheden ten tijde van de productie verhinderden het transport van grote stukken marmer waardoor de noodzaak zich stelde om het oorspronkelijk ontwerp dermate aan te passen.  
Er kwam een aanpassing aan de lichaamshouding die eerst naar voren helde. Door het linkerbeen minder ver voor het rechterbeen te plaatsen werd het geheel stabieler. Het kussen was eerst veel duidelijker aanwezig, bol en plastischer uitgevoerd, afgestemd op de drapering die de basis vormde. Terwijl het terracottabeeldje de rechterarm gebogen voor de borst houdt, is bij het stenen beeld de linkerhand daar en de rechterarm ondersteunt de mantel met zijn plooien. De figuur in terracotta strekt de linkerarm uit naar de Christus voor hem en draagt een hoofddeksel. Het marmeren grafmonument toont de aartsbisschop blootshoofds, met een mijter die rechts voor hem staat. De gelaatsuitdrukking op beide figuren lijken erg op elkaar, geïnspireerd door hetzelfde portret; ook de drapering van de albes vertonen veel overeenkomsten. De terracotta, bedoeld als een schets, toont het borduurwerk en de gedetailleerde gelaatstrekken van de aartsbisschop die in het afgewerkte geheel zichtbaar zijn dan weer niet. 

## Achtergrond
Het contract van de aanbesteding voor de vervaardiging van het grafmonument tussen Andreas Cruesen en Lucas Faydherbe vond plaats op 17 juli 1659, zeven jaar voor de dood van de aartsbisschop. Het grafmonument zou deel uitmaken van het nieuwe gotische priesterkoor van de kathedraal en Faydherbe kreeg drie jaar de tijd om het te realiseren. Daarvoor ontving hij 7.900 gulden na voltooiing, op voorwaarde dat het kunstwerk werd goedgekeurd door een commissie van experts. In dat document waren reeds aanpassingen voorzien aan het originele concept. Die waren ingegeven door het grafmonument van de Gentse bisschop Antonius Triest, vervaardigd door Hiëronymus Duquesnoy de Jonge. Het bevindt zich in de Sint-Baafskathedraal van Gent.
Oorspronkelijk zou de achterwand bestaan uit witmarmeren balusters, die men in tweede instantie verving door opengewerkte koperen deuren. Cruesen liet in het contract uitdrukkelijk voorzien dat hij steeds aanpassingen kon vragen. Dat resulteerde in een grafmonument dat sterk afweek van het originele contract.
Dit werk van Faydherbe wordt beschouwd als een uit zijn meest geïnspireerde periode van zijn carrière. Het is de uitdrukking van zijn persoonlijke stijl met invloed van Peter Paul Rubens die nog zichtbaar is.

## Geschiedenis
Het werk kwam terecht in de privéverzameling van Charles Van Herck (inventarisnummer: CVH 12D). In 1997 werd het werk verworven door het Erfgoedfonds van de Koning Boudewijnstichting. Samen met andere werken uit de collectie Van Herck is het beeld sedert 2000 in bruikleen toevertrouwd aan het KMSKA (inventarisnummer: IB00.021) waar het gevaloriseerd en publiek tentoongesteld wordt.

## Galerij

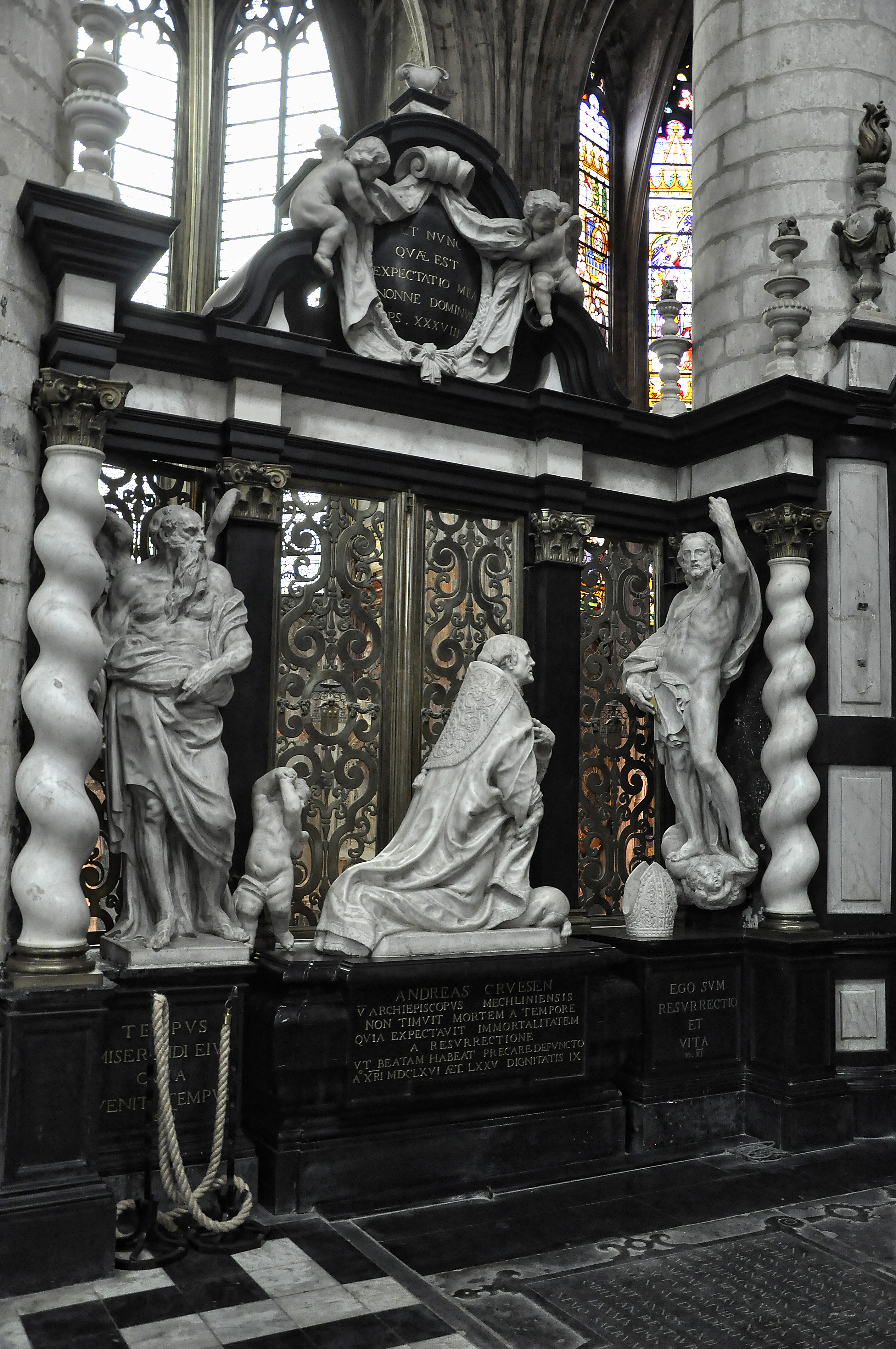
Het gerealiseerd grafmonument van Andreas Cruesen in de Sint-Romboutskathedraal
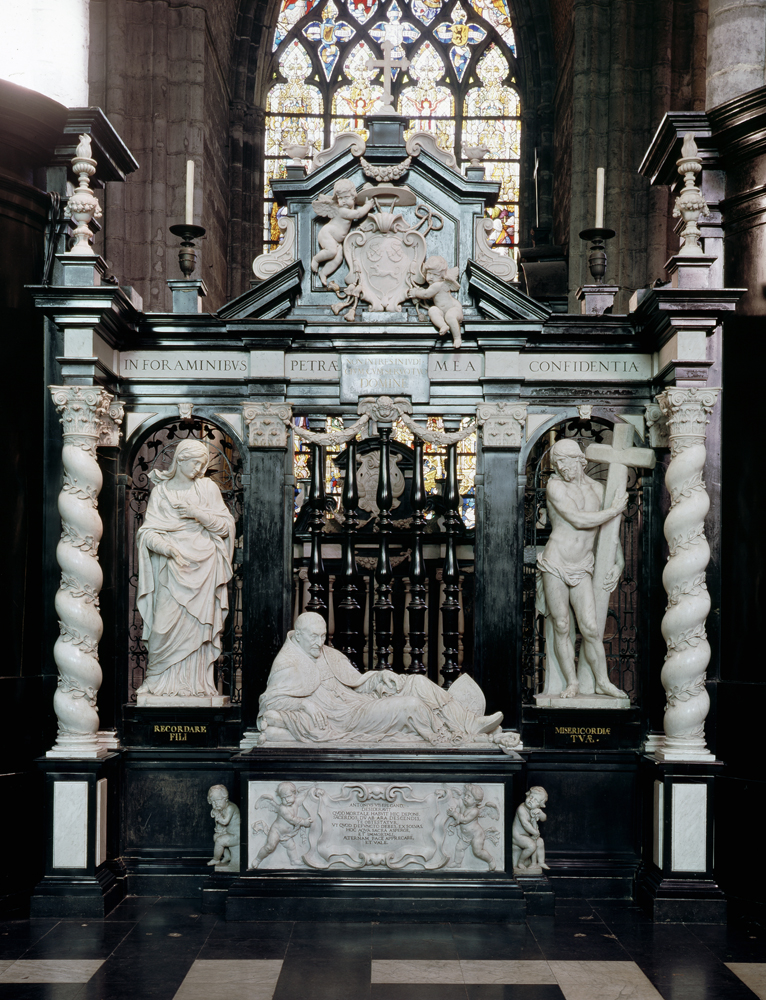
Het grafmonument van Antonius Triest in de Sint-Baafskathedraal